# 聖教新聞
《聖教新聞》（日语：／ Seikyō Shinbun */?）是一份日本報紙，由聖教新聞社經營，1951年（昭和26年）4月20日創刊，為創價學會的機關報。

## 概要
《聖教新聞》只发行日报，并不发行晚报。名义发行量达到550万份。「聖教」一词來自释迦牟尼所說的「一代聖教」。
《聖教新聞》并未加入日本新聞協會及日本ABC協會。名义发行量由聖教新聞社自行发布，由1990年代开始，到2006年成长到「550万份」；若以此计算，《圣教新闻》为日本第三大报纸，发行量仅次于《读卖新闻》和《朝日新闻》。聖教新聞社是創价学会的出版部門，創价学会名誉会長池田大作担任聖教新聞社名誉社主。